# Forrest Smith
Forrest Smith (* 14. Februar 1886 im Ray County, Missouri; † 8. März 1962 in Gulfport, Mississippi) war ein US-amerikanischer Politiker und von 1949 bis 1953 der 42. Gouverneur von Missouri.

## Frühe Jahre und politischer Aufstieg
Smith besuchte das Woodson Institute in Richmond und das Westminster College in Fulton. Danach begann er eine Laufbahn im öffentlichen Dienst. Zunächst war er zwölf Jahre lang in verschiedenen Positionen bei der Verwaltung des Ray County angestellt. Zwischen 1925 und 1932 gehörte er der staatlichen Steuerkommission an. Von 1933 bis 1949 war er Revisor (State Auditor) der Staatsregierung von Missouri. Am 2. November 1948 wurde er als Kandidat seiner Demokratischen Partei zum neuen Gouverneur seines Staates gewählt. Er wurde damit Nachfolger von Phil Donnelly, der wegen einer Verfassungsklausel nicht direkt für seine Wiederwahl kandidieren konnte.

## Gouverneur von Missouri
Forrest Smith trat seine vierjährige Amtszeit am 10. Januar 1949 an. In dieser Zeit wurde in Missouri eine Untersuchung gegen organisierte Wettspiele eingeleitet und ein den Handel einschränkendes Gesetz (Union Curb Law) wurde abgeschafft. Bei Ausbruch des Koreakrieges wurden wieder Soldaten aus Missouri gemustert und den Streitkräften zur Verfügung gestellt. Damals kam es auch zu einer Überschwemmungskatastrophe, mit deren Folgen sich der Gouverneur und seine Regierung auseinandersetzen mussten.
Nach dem Ende seiner Amtszeit im Januar 1953 zog sich Smith aus der Politik zurück und widmete sich seinen privaten Angelegenheiten. Er starb am 8. März 1962 und wurde in Richmond beigesetzt. Forrest Smith war mit Mildred William verheiratet, mit der er zwei Kinder hatte.